# Liste de galaxies proches
Cet article dresse une liste de galaxies connues à moins de 3,8 mégaparsecs (12 millions d'années-lumière) du Système solaire, par ordre croissant de distance au Soleil. Cela englobe toutes les 50 grandes galaxies du groupe local, et certaines qui sont membres de groupes de galaxies voisins, le groupe de M81 et le groupe Centaurus A/M83, et certaines qui ne font actuellement partie d'aucun groupe de galaxies défini.
Cette liste vise à refléter les connaissances actuelles : toutes les galaxies dans le rayon de 3,8 Mpc n'ont pas été découvertes. Les galaxies naines voisines sont toujours en cours de découverte, et les galaxies situées derrière le plan central de la Voie lactée sont extrêmement difficiles à discerner. Il est aussi possible pour n'importe quelle galaxie d'en masquer une autre située au-delà. Les mesures de distance intergalactique sont sujettes à de grandes incertitudes. Les chiffres répertoriés sont des composites de nombreuses mesures, dont certaines peuvent avoir leurs barres d'erreur individuelles resserrées au point de ne plus se chevaucher.

## Liste
| #   | Image | Galaxie                                         | Type                  | Distance à la Terre           | Distance à la Terre | Magnitude | Magnitude | Groupe                               | Notes                                                                                             | Diamètre (a.l.)                          |
| #   | Image | Galaxie                                         | Type                  | Millions d'années-lumière     | Mpc                 | M         | m         | Groupe                               | Notes                                                                                             | Diamètre (a.l.)                          |
| --- | ----- | ----------------------------------------------- | --------------------- | ----------------------------- | ------------------- | --------- | --------- | ------------------------------------ | ------------------------------------------------------------------------------------------------- | ---------------------------------------- |
| -   |       | Voie lactée                                     | SBbc                  | 0.0265 (au centre galactique) | 0.008               | −20.8     | n/a       | Groupe local                         | Galaxie à laquelle appartient la Terre. Galaxie spirale barrée.                                   | 100,000–180,000 a.l.                     |
| 1   |       | Galaxie naine du Grand Chien                    | Irr (statut contesté) | 0.025                         | 0.008               | −14.5     | 23.3      | Groupe local                         | Satellite de la Voie lactée (Accrétion par la Voie lactée)                                        |                                          |
| 2   |       | Draco II                                        |                       | 0.0701                        | 0.0215              | −0.8      | 15.87,    | Groupe local                         | Satellite de la Voie lactée                                                                       | 120 a.l.                                 |
| 3   |       | Tucana III                                      |                       | 0.0747                        | 0.0229              | −1.3      | 15.5,     | Groupe local                         | Satellite de la Voie lactée perturbée                                                             | 220 a.l.                                 |
| 4   |       | Segue 1                                         | dSph or Glob Clus     | 0.075                         | 0.023               | −3.0      | 13.8      | Groupe local                         | Satellite de la Voie lactée                                                                       |                                          |
| 5   |       | Galaxie naine du Sagittaire SagDEG              | dSph/E7               | 0.081                         | 0.024               | −12.67    | 4.5       | Groupe local                         | Satellite de la Voie lactée (Accrétion partielle par la Voie lactée)                              | 10,000 a.l.                              |
| 6   |       | Hydrus I                                        |                       | 0.0901                        | 0.0276              | −4.71     | 12.49,    | Groupe local                         | Satellite de la Voie lactée, potentiellement associée avec les Nuages de Magellan                 | 348 a.l.                                 |
| 7   |       | Carina III                                      |                       | 0.0906                        | 0.0278              | −2.4      | 14.82,    | Groupe local                         | Satellite de la Voie lactée                                                                       | 200 a.l.                                 |
| 8   |       | Galaxie naine de la Grande Ourse II             | dSph                  | 0.098                         | 0.030               | −4.2      | 14.3      | Groupe local                         | Satellite de la Voie lactée (Accrétion par la Voie lactée)                                        | ~1,800 a.l.                              |
| 9   |       | Triangulum II                                   |                       | 0.098                         | 0.030               | −1.8      | 15.6,     | Groupe local                         | Satellite de la Voie lactée (Accrétion par la Voie lactée)                                        |                                          |
| 10  |       | Reticulum II                                    |                       | 0.102                         | 0.0314              | −3.1      | 14.4,     | Groupe local                         | Satellite de la Voie lactée                                                                       | 378 a.l.                                 |
| 11  |       | Segue 2                                         | dSph                  | 0.114                         | 0.035               | −2.5      |           | Groupe local                         | Satellite de la Voie lactée, une des plus petites galaxies connues                                | 220 a.l.                                 |
| 12  |       | Carina II                                       |                       | 0.122                         | 0.0374              | −4.5      | 13.36,    | Groupe local                         | Satellite de la Voie lactée                                                                       | 590 a.l.                                 |
| 13  |       | Willman 1                                       | dSph or Star Clus     | 0.120                         | 0.038               | −2.7      |           | Groupe local                         | Satellite de la Voie lactée                                                                       |                                          |
| 14  |       | Boötes II                                       | dSph                  | 0.136                         | 0.042               | −2.7      |           | Groupe local                         | Satellite de la Voie lactée                                                                       |                                          |
| 15  |       | Galaxie naine de la Chevelure de Bérénice       | dSph                  | 0.137                         | 0.042               | −3.6      |           | Groupe local                         | Satellite de la Voie lactée                                                                       |                                          |
| 16  |       | Pictor II                                       |                       | 0.15                          | 0.045               | −3.2      | 15.1,     | Groupe local                         | Satellite de la Voie lactée potentiellement associée avec le Grand Nuage de Magellan              | 300 a.l.                                 |
| 17  |       | Boötes III                                      | dSph                  | 0.150                         | 0.046               | −5.8      |           | Groupe local                         | Satellite de la Voie lactée                                                                       |                                          |
| 18  |       | Tucana IV                                       |                       | 0.16                          | 0.048               | −3.5      | 14.9,     | Groupe local                         | Satellite de la Voie lactée                                                                       |                                          |
| 19  |       | Grand Nuage de Magellan (LMC)                   | SB(s)m                | 0.163                         | 0.050               | −17.93    | 0.9       | Groupe local                         | Satellite de la Voie lactée                                                                       | 14,000 a.l.                              |
| 20  |       | Grus II                                         |                       | 0.179                         | 0.055               | −3.9      |           | Groupe local                         | Satellite de la Voie lactée                                                                       | 607 a.l.                                 |
| 21  |       | Tucana II                                       |                       | 0.186                         | 0.057               | −3.8      | 15.0,     | Groupe local                         | Satellite de la Voie lactée                                                                       | 1080 a.l.                                |
| 22  |       | Boötes I                                        | dSph                  | 0.197                         | 0.060               | −5.8      | 13.1      | Groupe local                         | Satellite de la Voie lactée                                                                       |                                          |
| 23  |       | Petit Nuage de Magellan (SMC, NGC 292)          | SB(s)m pec            | 0.206                         | 0.063               | −16.35    | 2.7       | Groupe local                         | Satellite de la Voie lactée                                                                       | 7,000 a.l.                               |
| 24  |       | Petite Ourse                                    | dE4                   | 0.206                         | 0.063               | −7.13     | 11.9      | Groupe local                         | Satellite de la Voie lactée                                                                       |                                          |
| 25  |       | Sagittarius II                                  |                       | 0.238                         | 0.0731              | −5.7      | 13.62,    | Groupe local                         | Satellite de la Voie lactée qui était peut-être autrefois satellite de Sgr dSph                   | 232 a.l.                                 |
| 26  |       | Horologium II                                   |                       | 0.25                          | 0.078               | −2.6      | 1.69,     | Groupe local                         | Satellite de la Voie lactée                                                                       | 287 a.l.                                 |
| 27  |       | Galaxie naine du Dragon (DDO 208)               | dE0 pec               | 0.258                         | 0.079               | −8.74     | 10.9      | Groupe local                         | Satellite de la Voie lactée avec une grande quantité de matière noire                             | ~2,700 × 1,900 a.l.                      |
| 28  |       | Horologium I                                    |                       | 0.258                         | 0.079               | -3.4      |           | Groupe local                         | Satellite de la Voie lactée                                                                       | 196 a.l.                                 |
| 29  |       | Poisson I                                       | dIrr/dSph             | 0.26                          | 0.8                 | −10.35    |           | Groupe local                         | Satellite de la Voie lactée                                                                       |                                          |
| 30  |       | Galaxie naine du Sextant                        | dSph                  | 0.281                         | 0.086               | −7.98     | 12        | Groupe local                         | Satellite de la Voie lactée                                                                       | 8,400 a.l.                               |
| 31  |       | Galaxie naine du Sculpteur (E351-G30)           | dE3                   | 0.287                         | 0.088               | −9.77     | 10.1      | Groupe local                         | Satellite de la Voie lactée                                                                       |                                          |
| 32  |       | Vierge I                                        |                       | 0.30                          | 0.091               | −0.3      | 19.5,     | Groupe local                         | Satellite de la Voie lactée                                                                       |                                          |
| 33  |       | Reticulum III                                   |                       | 0.30                          | 0.092               | −3.3      | 16.51,    | Groupe local                         | Satellite de la Voie lactée                                                                       | 420 a.l.                                 |
| 34  |       | Galaxie naine de la Grande Ourse I (UMa I dSph) | dSph                  | 0.315                         | 0.0968              | −6.75     |           | Groupe local                         | Satellite de la Voie lactée                                                                       | ~2,000 a.l.                              |
| 35  |       | Phoenix II                                      |                       | 0.326                         | 0.100               | −2.7      |           | Groupe local                         | Satellite de la Voie lactée                                                                       | 290 a.l.                                 |
| 36  |       | Galaxie naine de la Carène (E206-G220)          | dE3                   | 0.330                         | 0.10                | −8.97     | 11.3      | Groupe local                         | Satellite de la Voie lactée                                                                       | 1,600 a.l.                               |
| 37  |       | Aquarius II                                     |                       | 0.3519                        | 0.1079              | −4.36     | 15.8,     | Groupe local                         | Satellite de la Voie lactée                                                                       | 1,040 a.l.                               |
| 38  |       | Pictor II                                       |                       | 0.372                         | 0.114               | −3.1      | 20.3,     | Groupe local                         | Satellite de la Voie lactée                                                                       | 190 a.l.                                 |
| 39  |       | Galaxie naine de la Coupe 2                     |                       | 0.383                         | 0.1175              | −8.2      | 12.2,     | Groupe local                         | Satellite de la Voie lactée                                                                       |                                          |
| 40  |       | Grus I                                          |                       | 0.391                         | 0.120               | −3.4      | 17.0,     | Groupe local                         | Satellite de la Voie lactée                                                                       | 404 a.l.                                 |
| 41  |       | Antlia 2                                        |                       | 0.422                         | 0.1294              | −8.5      |           | Groupe local                         | Satellite de la Voie lactée, la plus diffuse connue                                               |                                          |
| 42  |       | Galaxie naine d'Hercule                         | dSph                  | 0.430                         | 0.133               | −5.3      | 14.7      | Groupe local                         | Satellite de la Voie lactée                                                                       |                                          |
| 43  |       | Galaxie naine du Fourneau (E356-G04)            | dSph/E2               | 0.46                          | 0.14                | −11.5     | 9.28      | Groupe local                         | Satellite de la Voie lactée                                                                       |                                          |
| 44  |       | Canes Venatici II                               | dSph                  | 0.49                          | 0.15                | −4.8      | 15.1      | Groupe local                         | Satellite de la Voie lactée                                                                       |                                          |
| 45  |       | Hydra II                                        | dSph                  | 0.49                          | 0.151               | −5.1      |           | Groupe local                         | Satellite de la Voie lactée                                                                       | 500 a.l.                                 |
| 46  |       | Leo IV Dwarf                                    | dSph                  | 0.502                         | 0.154               | −5.5      | 15.9      | Groupe local                         | Satellite de la Voie lactée                                                                       |                                          |
| 47  |       | Leo V Dwarf                                     | dSph                  | 0.570                         | 0.175               | −5.2      |           | Groupe local                         | Satellite de la Voie lactée                                                                       |                                          |
| 48  |       | Poissons II                                     | dG                    | 0.596                         | 0.183               | −4.1      |           | Groupe local                         | Satellite de la Voie lactée                                                                       |                                          |
| 49  |       | Columba I                                       |                       | 0.597                         | 0.183               | −4.2      | 17.11,    | Groupe local                         | Satellite de la Voie lactée                                                                       | 760 a.l.                                 |
| 50  |       | Boötes IV                                       |                       | 0.682                         | 0.209               | −4.53     | 17.07,    | Groupe local                         | Satellite de la Voie lactée                                                                       | 3,000 a.l.                               |
| 51  |       | Indus II                                        |                       | 0.30                          | 0.214               | −4.3      | 17.35,    | Groupe local                         | Satellite de la Voie lactée                                                                       | 1,180 a.l.                               |
| 52  |       | Galaxie du Lion II (Leo B, DDO 93)              | dE0 pec               | 0.701                         | 0.215               | −9.23     | 12.45     | Groupe local                         | Satellite de la Voie lactée                                                                       | 4,100 a.l. (tidal)                       |
| 53  |       | Pegasus III                                     |                       | 0.701                         | 0.215               | −3.4      | 18.26,    | Groupe local                         | Satellite de la Voie lactée                                                                       | 350 a.l.                                 |
| 54  |       | Canes Venatici I                                | dSph                  | 0.711                         | 0.218               | −7.9      | 13.9      | Groupe local                         | Satellite de la Voie lactée                                                                       |                                          |
| 55  |       | Galaxie du Lion I (DDO 74, UGC 5470)            | dE3                   | 0.820                         | 0.25                | −10.97    | 11.18     | Groupe local                         | Satellite de la Voie lactée                                                                       |                                          |
| 56  |       | Cetus III                                       |                       | 0.819                         | 0.251               | −2.45     | 19.55,    | Groupe local                         | Satellite de la Voie lactée                                                                       | 580 a.l.                                 |
| 57  |       | Éridan II                                       |                       | 1.19                          | 0.366               | −7.1      |           | Groupe local                         | Satellite de la Voie lactée                                                                       | 1,810 a.l.                               |
| 58  |       | Leo T                                           | dIrr/dSph             | 1.370                         | 0.42                |           | 16        | Groupe local                         | Potentiel satellite de la Voie lactée                                                             | 2,300 a.l.                               |
| 59  |       | Galaxie naine du Phénix (P 6830)                | IAm                   | 1.44                          | 0.44                | −10.22    | 13.07     | Groupe local                         | Satellite de la Voie lactée                                                                       |                                          |
| 60  |       | Galaxie de Barnard (NGC 6822)                   | IB(s)m IV-V           | 1.630                         | 0.50                | −15.22    | 9.32      | Groupe local                         | Contient de nombreuses larges régions HII                                                         | 7,000 a.l.                               |
| 61  |       | Poissons V (Andromède XVI)                      | dSph                  | 1.80                          | 0.55,               | −7.6      | 16.1      | Groupe local                         | Satellite de la Galaxie d'Andromède                                                               | 985 a.l.                                 |
| 62  |       | NGC 185                                         | dE3 pec               | 2.05                          | 0.63                | −14.76    | 9.99      | Groupe local                         | Satellite de la Galaxie d'Andromède, potentiellement la plus proche galaxie de Seyfert            |                                          |
| 63  |       | IC 10 (UGC 192)                                 | dIrr IV/BCD           | 2.2                           | 0.67                | −15.57    | 12.2      | Groupe local                         | Satellite de la Galaxie d'Andromède                                                               |                                          |
| 64  |       | Andromède II                                    | dE0                   | 2.23                          | 0.68,               | −12.6     | 11.7      | Groupe local                         | Satellite de la Galaxie d'Andromède                                                               | 6,820 a.l.                               |
| 65  |       | Cassiopeia II (Andromeda XXX)                   | dSph                  | 2.22                          | 0.681               | −8.0      | 16.0      | Groupe local                         | Satellite de la Galaxie d'Andromède                                                               | 1,800 a.l.                               |
| 66  |       | Galaxie du Lion A (Leo III, DDO 69)             | IBm V                 | 2.250                         | 0.80                | −11.68    | 12.92     | Groupe local                         | Satellite de la Voie lactée                                                                       |                                          |
| 67  |       | IC 1613 (UGC 668)                               | IAB(s)m V             | 2.350                         | 0.72                | −14.51    | 9.92      | Groupe local                         | Satellite de la Galaxie d'Andromède                                                               |                                          |
| 68  |       | Andromeda XVII                                  | dSph                  | 2.37                          | 0.727               | −7.8      | 16.6      | Groupe local                         | Satellite de la Galaxie d'Andromède                                                               | 1,900 a.l.                               |
| 69  |       | Andromeda XXV                                   | dSph                  | 2.40                          | 0.736               | −9.0      | 15.3      | Groupe local                         | Satellite de la Galaxie d'Andromède                                                               | 3,560 a.l.                               |
| 70  |       | Andromeda XI                                    | dSph                  | 2.410                         | 0.74                | −7.3      |           | Groupe local                         | Satellite de la Galaxie d'Andromède                                                               |                                          |
| 71  |       | Andromeda XX                                    | dSph                  | 2.42                          | 0.741               | −6.4      | 18.0      | Groupe local                         | Satellite de la Galaxie d'Andromède                                                               | 590 a.l.                                 |
| 72  |       | Andromeda XXIII                                 | dSph                  | 2.48                          | 0.748               | −9.8      | 14.6      | Groupe local                         | Satellite de la Galaxie d'Andromède                                                               | 7,770 a.l.                               |
| 73  |       | Andromeda III                                   | dE2                   | 2.451                         | 0.75,               | −10.1     | 14.4      | Groupe local                         | Satellite de la Galaxie d'Andromède                                                               | 2750 a.l.                                |
| 74  |       | Galaxie naine de la Baleine                     | dSph/E4               | 2.460                         | 0.75                | −10.18    | 14.4      | Groupe local                         | Satellite de la Galaxie d'Andromède                                                               |                                          |
| 75  |       | Andromeda XXVI                                  | dSph                  | 2.46                          | 0.754               | −5.8      | 18.5      | Groupe local                         | Satellite de la Galaxie d'Andromède                                                               | 980 a.l.                                 |
| 76  |       | Pisces III (Andromeda XIII)                     | dSph                  | 2.48                          | 0.760               | −6.5      | 17.8      | Groupe local                         | Satellite de la Galaxie d'Andromède                                                               | 850 a.l.                                 |
| 77  |       | M32 (NGC 221)                                   | E2                    | 2.489;                        | 0.76                | −15.96    | 8.73      | Groupe local                         | Proche satellite de la Galaxie d'Andromède                                                        | 6,500 a.l.                               |
| 78  |       | Cassiopeia Dwarf (Cas dSph, Andromeda VII)      | dSph                  | 2.490                         | 0.76                | −11.67    | 13.65     | Groupe local                         | Satellite de la Galaxie d'Andromède                                                               |                                          |
| 79  |       | Andromeda XV                                    | dSph                  | 2.490                         | 0.76,               | −8.4      | 16.0      | Groupe local                         | Satellite de la Galaxie d'Andromède                                                               | 1840 a.l.                                |
| 80  |       | Andromeda IX                                    | dE                    | 2.500                         | 0.77                | −7.5      |           | Groupe local                         | Satellite de la Galaxie d'Andromède                                                               |                                          |
| 81  |       | Pisces Dwarf                                    | dIrr/dSph             | 2.510                         | 0.77                | −7.96     | 16.18     | Groupe local                         | Satellite du Triangulum[réf. nécessaire]                                                          |                                          |
| 82  |       | Andromeda V                                     | dSph                  | 2.52                          | 0.77                | −8.41     | 16.67     | Groupe local                         | Satellite de la Galaxie d'Andromède                                                               |                                          |
| 83  |       | Cassiopeia III (Andromeda XXXII)                |                       | 2.52                          | 0.772               | −12.3     | 12.15,    | Groupe local                         | Satellite de la Galaxie d'Andromède                                                               | 9,500 a.l.                               |
| 84  |       | Lacerta I (Andromeda XXXI)                      | dSph                  | 2.52                          | 0.773               | −11.4     | 13.04,    | Groupe local                         | Satellite de la Galaxie d'Andromède                                                               | 4,750 a.l.                               |
| 85  |       | NGC 147 (DDO 3)                                 | dE5 pec               | 2.53                          | 0.78                | −14.9     | 10.36     | Groupe local                         | Satellite de la Galaxie d'Andromède                                                               |                                          |
| 86  |       | Galaxie d'Andromède (M31)                       | SA(s)b                | 2.538                         | 0.78                | −21.58    | 4.17      | Groupe local                         | Plus grande galaxie du Groupe local, avec au moins 19 galaxies satellites. Galaxie spirale barré. | 220,000 a.l.                             |
| 87  |       | Pegasus Dwarf Sph (And VI)                      | dSph                  | 2.55                          | 0.78                | −10.80    | 14.05     | Groupe local                         | Satellite de la Galaxie d'Andromède                                                               |                                          |
| 88  |       | Perseus I (Andromeda XXXIII)                    |                       | 2.56                          | 0.785               | −10.3     | 14.19,    | Groupe local                         | Satellite de la Galaxie d'Andromède                                                               | 2,600 a.l.                               |
| 89  |       | Pisces IV (Andromeda XIV)                       |                       | 2.59                          | 0.793               | −8.5      | 15.8      | Groupe local                         | Satellite de la Galaxie d'Andromède                                                               | ~1,700 a.l.                              |
| 90  |       | Andromeda I                                     | dE3 pec               | 2.6                           | 0.80,               | −12.0     | 12.7      | Groupe local                         | Satellite de la Galaxie d'Andromède                                                               | 5,840 a.l.                               |
| 91  |       | Andromeda XXVIII                                | dSph                  | 2.65                          | 0.811               | −8.7      | 15.85,    | Groupe local                         | Satellite de la Galaxie d'Andromède                                                               | 1,800 a.l.                               |
| 92  |       | M110 (NGC 205)                                  | E6p                   | 2.67                          | 0.83                | −16.15    | 8.72      | Groupe local                         | Proche satellite de la Galaxie d'Andromède                                                        |                                          |
| 93  |       | Andromeda VIII                                  | dSph                  | 2.7                           | 0.828               | −15.6     | 9.1       | Groupe local                         | Naine déformée proche d'Andromède, découverte en 2003                                             |                                          |
| 94  |       | Andromeda XXIX                                  |                       | 2.70                          | 0.829               | −8.5      | 16.09,    | Groupe local                         | Satellite de la Galaxie d'Andromède                                                               | 2,050 a.l.                               |
| 95  |       | Galaxie du Triangle (M33)                       | SA(s)cd               | 2.73                          | 0.83                | −18.87    | 6.19      | Groupe local                         | Galaxie spirale non barrée la plus proche.                                                        | 60,000 a.l.                              |
| 96  |       | Andromeda XXI                                   | dSph                  | 2.8                           | 0.86                | −9.9      |           | Groupe local                         | Satellite de la Galaxie Andromède                                                                 |                                          |
| 97  |       | Tucana Dwarf                                    | dE5                   | 2.87                          | 0.88                | −9.16     | 15.7      | Groupe local                         | Membre isolé du groupe, une galaxie primordiale                                                   |                                          |
| 98  |       | Andromeda X                                     | dSph                  | 2.90                          | 0.889               | −8.1      | 16.1      | Groupe local                         | Satellite de la Galaxie d'Andromède, découvert en 2006                                            |                                          |
| 99  |       | Andromeda XXIV                                  | dSph                  | 2.93                          | 0.898               | −8.4      | 16.3      | Groupe local                         | Satellite de la Galaxie d'Andromède                                                               | 4,440 a.l.                               |
| 100 |       | Pegasus Dwarf Irregular (DDO 216)               | dIrr/dSph             | 3.00                          | 0.92                | −11.47    | 13.21     | Groupe local                         | Satellite de la Galaxie d'Andromède                                                               |                                          |
| 101 |       | Andromeda XII                                   | dSph                  | 3.03                          | 0.928               | −7.0      | 17.7      | Groupe local                         | Satellite de la Galaxie d'Andromède                                                               | 2,740 a.l.                               |
| 102 |       | Wolf-Lundmark-Melotte (WLM, DDO 221)            | IB(s)m                | 3.04                          | 0.933               | −14.06    | 11.03     | Groupe local                         | Membre isolée à la limite du Groupe local                                                         | 11,500 a.l.                              |
| 103 |       | Andromeda XIX                                   | dSph                  | 3.04                          | 0.933               | −9.3      |           | Groupe local                         | Satellite de la Galaxie d'Andromède, étalée sur 1.7 kpc                                           | 2,200 a.l.                               |
| 104 |       | Aquarius Dwarf Galaxy (DDO 210)                 | Im V                  | 3.2                           | 0.98                | −11.09    | 14.0      | Groupe local                         | Membre isolé du groupe                                                                            |                                          |
| 105 |       | Andromeda XXII                                  | dSph                  | 3.22                          | 0.987               |           | 18.0      | Groupe local                         | Satellite d'Andromède                                                                             |                                          |
| 106 |       | Sagittarius Dwarf Irregular Galaxy (SagDIG)     | IB(s)m V              | 3.39                          | 1.04                | −11.49    | 15.5      | Groupe local                         | Membre isolé du groupe                                                                            | 3,000 a.l.                               |
| 107 |       | Andromeda XVIII                                 | dSph                  | 3.960                         | 1.214               | −9.2      | 16.2      | Groupe local                         | 1,700                                                                                             | ≈ 1,200 a.l.                             |
| 108 |       | UGC 4879 (VV124)                                | IAm                   | 4.18                          | 1.283               | −11.5     | 13.2      | Groupe local                         | Membre isolé du groupe                                                                            | 3,000 a.l.                               |
| 109 |       | Antlia Dwarf                                    | dE3.5                 | 4.28                          | 1.31                | −9.63     | 16.19     | Groupe local                         | Aurait pu avoir interagi avec NGC 3109                                                            | 3,000 a.l.                               |
| 110 |       | Sextans A (92205, DDO 75)                       | IBm                   | 4.31                          | 1.32                | −13.95    | 11.86     | Groupe local                         | Contient des regroupements de jeunes étoiles bleues                                               | 5,000 a.l.                               |
| 111 |       | NGC 3109                                        | SB(s)m                | 4.338                         | 1.35                | −15.68    | 10.39     | Groupe local                         | Potentiellement une galaxie spirale                                                               | 25,000 a.l.                              |
| 112 |       | Antlia B                                        |                       | 4.40                          | 1.35                | −9.7      | 15.95,    | Groupe local                         | Satellite de NGC 3109                                                                             | 1,780 a.l.                               |
| 113 |       | Sextans B (UGC 5373)                            | IM IV-V               | 4.44                          | 1.37                | −14.08    | 11.85     | Groupe local                         | Une des plus petites galaxies avec des nébuleuses planétaires.                                    | 6,000 a.l.                               |
| 114 |       | KKh 060                                         | Irr                   | 4.89                          | 1.5                 |           | 18B       |                                      |                                                                                                   |                                          |
| 115 |       | KUG 1210+301B (KK98 127)                        | S..                   | 4.89                          | 1.5                 |           | 15.7      | Entre LG et M94                      |                                                                                                   |                                          |
| 116 |       | Leo P                                           | Irr                   | 5.3                           | 1.62                |           | 18B       | Groupe local                         |                                                                                                   |                                          |
| 117 |       | HIZSS 003                                       | dIrr                  | 5.5                           | 1.69                | −12.60    | 18B       | Très loin sous le plan SG            | Cachée par la Voie lactée                                                                         |                                          |
| 118 |       | IC 5152                                         | IA(s)m                | 5.87                          | 1.74                | −15.56    | 11.06     | Potentiellement dans le Groupe local | Potentiellement un membre de la limite du Groupe local                                            | 4,000 a.l.                               |
| 119 |       | NGC 300                                         | SA(s)d                | 6.07                          | 1.86                | −17.92    | 8.95      | Entre LG et groupe du Sculpteur      | Galaxie spirale la plus proche du Groupe local, en paire avec NGC 55                              | 94,000 a.l.                              |
| 120 |       | KKR 25                                          | Irr                   | 6.1                           | 1.90                | −9.94     | 17.0      | Entre LG et le groupe de M81         |                                                                                                   |                                          |
| 121 |       | ESO 410-G005                                    | E3                    | 6.13                          | 1.905               | −11.60    | 14.85     | NGC 55 & 300                         |                                                                                                   | ≈ 2,500 a.l.                             |
| 122 |       | ESO 294-010                                     | dS0/Im                | 6.36                          | 1.96                | −10.95    | 15.6      | NGC 55 & 300                         |                                                                                                   |                                          |
| 123 |       | NGC 55                                          | SB(s)m                | 6.5                           | 2.00                | −18.47    | 8.84      | Entre LG et groupe du Sculpteur      | En pair avec NGC 300                                                                              | 70,000 a.l.                              |
| 124 |       | KKs 3                                           | dSph                  | 6.91                          | 2.12                | −12.3     | 14.47     |                                      |                                                                                                   | 4,900 a.l.                               |
| 125 |       | KKR 03 (KK98 230)                               | dIrr                  | 6.98                          | 2.14                | −9.8      | 17.90     | Bord intérieur du groupe de M94      |                                                                                                   | 980 a.l.                                 |
| 126 |       | UGCA 438 (ESO 407-018)                          | IB(s)m pec:           | 7.24                          | 2.22                | −12.92    | 13.86     | NGC 55 & 300                         |                                                                                                   |                                          |
| 127 |       | UGC 9128 (DDO 187)                              | ImIV-V                | 7.3                           | 2.24                | −12.47    | 14.38     | Bord intérieur du groupe de M94      |                                                                                                   |                                          |
| 128 |       | IC 3104                                         | IB(s)m                | 7.40                          | 2.27                | −14.85    | 13.63     |                                      | En direction de la Galaxie du Compas                                                              |                                          |
| 129 |       | GR 8 (DDO 155)                                  | ImV                   | 7.9                           | 2.4                 | −12.14    | 14.65     | Bord intérieur du groupe de M94      |                                                                                                   |                                          |
| 130 |       | IC 4662 (ESO 102-14)                            | IBm                   | 7.96                          | 2.44                | −15.56    | 11.74     |                                      | En direction de la Galaxie du Compas                                                              | 7,000 a.l.                               |
| 131 |       | KKh 98                                          | Irr                   | 7.99                          | 2.45                | −10.78    | 16.7      | Groupe IC 342/Maffei                 |                                                                                                   |                                          |
| 133 |       | UGC 8508 (I Zw 060)                             | IAm                   | 8.35                          | 2.69                | −13.09    | 14.40     | Nuage des Chiens de Chasse           |                                                                                                   |                                          |
| 134 |       | KKh 086                                         | Irr                   | 8.51                          | 2.60                | −10.30    | 16.8      |                                      | Isolée (M94/Cent A)                                                                               |                                          |
| 135 |       | DDO 99 (UGC 6817)                               | Im                    | 8.61                          | 2.64–3.9            | −13.52    | 13.4      | Nuage des Chiens de Chasse           |                                                                                                   |                                          |
| 136 |       | UGC 7577 (DDO 125)                              | Im                    | 8.94                          | 2.74                | −14.32    | 12.84     | Nuage des Chiens de Chasse           |                                                                                                   |                                          |
| 137 |       | UGC 9240 (DDO 190)                              | IAm                   | 9.10                          | 2.80                | −14.19    | 13.25     | Nuage des Chiens de Chasse           |                                                                                                   | 15,000 a.l.                              |
| 138 |       | Dwingeloo 1                                     | SB(s)cd               | 9.13                          | 2.8                 | −18.78    | 19.8      | Groupe IC 342/Maffei                 |                                                                                                   | 35,000 a.l.                              |
| 138 |       | NGC 4190                                        | Irr (BCD)             | 9.19                          | 2.82,               |           | 13.50     |                                      | Satellite de NGC 4214                                                                             |                                          |
| 139 |       | NGC 4214 (UGC 7278)                             | IAB(s)m               | 9.58                          | 2.94                |           | 10.24     | Nuage des Chiens de Chasse           | Galaxie à sursauts de formation d'étoiles                                                         |                                          |
| 140 |       | UGCA 276 (DDO 113)                              | Im                    | 9.62                          | 2.95                |           | 15.40     | Nuage des Chiens de Chasse           |                                                                                                   |                                          |
| 140 |       | UGCA 133 (DDO 44)                               | Im                    | 9.65                          | 2.96                | −12.9     | 15.54     | Groupe de M81                        | Probablement satellite de NGC 2403                                                                |                                          |
| 141 |       | NGC 4163 (NGC 4167)                             | dIrr                  | 9.65                          | 2.96                |           | 14.5      | Nuage des Chiens de Chasse           |                                                                                                   | 4,000 a.l.                               |
| 142 |       | UGCA 86                                         | SAB(s)m               | 9.72                          | 2.98                |           | 13.5      | Groupe IC 342/Maffei                 | Satellite de IC 342                                                                               | 20,000 a.l.                              |
| 180 |       | NGC 1560                                        | SA(s)d HII            | 9.75                          | 2.99                | −16.87    | 12.16     | Groupe IC 342/Maffei                 | Satellite de IC 342                                                                               |                                          |
| 143 |       | MADCASH-2 (MADCASH J121007+352635-dw)           | dSph                  | 9.78                          | 3.00                | −9.15     | 18.24     | Nuage des Chiens de Chasse           | Probablement satellite de NGC 4214                                                                |                                          |
| 143 |       | Dwingeloo 2                                     | Im?                   | 9.78                          | 3.0                 | −14.55    | 20.5      | Groupe IC 342/Maffei                 |                                                                                                   | 20,000 a.l.                              |
| 144 |       | KKH 11 (ZOAG G135.74-04.53)                     | dE/N                  | 9.78                          | 3.0                 | −13.35    | 16.2      | Groupe IC 342/Maffei                 |                                                                                                   |                                          |
| 145 |       | KKH 12                                          | Irr                   | 9.78                          | 3.0                 | −13.03    | 17.8      | Groupe IC 342/Maffei                 |                                                                                                   |                                          |
| 146 |       | MB 3                                            | dSph                  | 9.78                          | 3.0                 | −13.65    | 19.8      | Groupe IC 342/Maffei                 |                                                                                                   | 10,000 a.l.                              |
| 147 |       | MB 1 (KK98 21)                                  | SAB(s)d?              | 9.78                          | 3.0                 | −14.81    | 20.5      | Groupe IC 342/Maffei                 |                                                                                                   | 5,000 a.l.                               |
| 148 |       | Maffei 1                                        | S0- pec               | 9.78                          | 3.0                 | −18.97    | 11.4      | Groupe IC 342/Maffei                 |                                                                                                   | 55,000 a.l.                              |
| 149 |       | Maffei 2                                        | SAB(rs)bc             | 9.8                           | 3.005               | −20.15    | 14.77     | Groupe IC 342/Maffei                 |                                                                                                   | 60,000 a.l.                              |
| 151 |       | UGC 8651 (DDO 181)                              | Im                    | 9.82                          | 3.01                |           | 14.7      | Nuage des Chiens de Chasse           |                                                                                                   |                                          |
| 152 |       | Donatiello I                                    | dSph                  | 9.88                          | 3.04                |           | [ 8 ]     |                                      | Probablement satellite de NGC 404                                                                 |                                          |
| 152 |       | NGC 2403                                        | SAB(s)cd HII          | 9.92                          | 3.04                | −19.29    | 8.93      | Inner edge of Groupe de M81          |                                                                                                   | 50,000 a.l.                              |
| 153 |       | NGC 404                                         | SA(s)0-:              | 10.00                         | 3.08                | −16.61    | 11.21     |                                      | Surnommée "Mirach's Ghost"                                                                        |                                          |
| 154 |       | ESO 274-01                                      | SAd:                  | 10.1                          | 3.09                |           | 11.7      | Groupe Centaurus A/M83               |                                                                                                   |                                          |
| 155 |       | UGCA 292                                        | ImIV-V                | 10.11                         | 3.1                 |           | 16.0      | Nuage des Chiens de Chasse           |                                                                                                   |                                          |
|     |       | KKH 22                                          | dSph                  | 10.17                         | 3.12                | –12.19    | 15.28     | Groupe IC 342/Maffei                 | Satellite de IC 342                                                                               |                                          |
| 156 |       | NGC 3741                                        | ImIII/BCD             | 10.21                         | 3.13                |           | 14.3      | Nuage des Chiens de Chasse           |                                                                                                   |                                          |
| 157 |       | KK98 35                                         | Irr                   | 10.31                         | 3.16                | −14.30    | 17.2      | Groupe IC 342/Maffei                 | Satellite de IC 342                                                                               |                                          |
| 158 |       | HIPASS J1247-77                                 | Im                    | 10.31                         | 3.16                |           | 17.B      |                                      | Alignée avec IC 3104                                                                              |                                          |
| 159 |       | NGC 2366                                        | IB(s)m                | 10.40                         | 3.19                |           | 11.43     | Groupe de M81                        |                                                                                                   |                                          |
| 170 |       | NGC 1569 (UGC 3056)                             | IBm;Sbrst             | 10.40                         | 3.19                | −18.17    | 11.86     | Groupe IC 342/Maffei                 | Satellite de IC 342                                                                               | 6,000 a.l.                               |
| 161 |       | ESO 321-014                                     | IBm                   | 10.40                         | 3.19                |           | 15.16     | Groupe Centaurus A/M83               |                                                                                                   |                                          |
| 162 |       | UGC 8833                                        | Im                    | 10.41                         | 3.19                |           | 16.5      | Nuage des Chiens de Chasse           |                                                                                                   |                                          |
|     |       | Sculptor dIG (ESO 349-31)                       | dIrr                  | 10.44                         | 3.2                 | −11.87    | 15.5      | Sculptor Group                       | Satellite de NGC 7793                                                                             |                                          |
| 163 |       | UGC 4483                                        | dIrr                  | 10.47                         | 3.21                |           | 15.2      | Groupe de M81                        |                                                                                                   |                                          |
| 150 |       | UGCA 92                                         | Im?                   | 10.50                         | 3.22                |           | 13        | Groupe IC 342/Maffei                 |                                                                                                   |                                          |
| 165 |       | IC 342                                          | SAB(rs)cd             | 10.70                         | 3.28                | −20.69    | 9.37      | Groupe IC 342/Maffei                 | "The Hidden Galaxy"                                                                               | 75,000 a.l.                              |
| 166 |       | Cassiopeia 1 (Cas 1, KK98 19)                   | dIrr                  | 10.76                         | 3.3                 | −16.70    | 16.38     | Groupe IC 342/Maffei                 |                                                                                                   |                                          |
| 167 |       | Camelopardalis B                                | Irr                   | 11.41                         | 3.50                | −11.85    | 16.1      | Groupe IC 342/Maffei                 | Satellite de IC 342                                                                               |                                          |
| 168 |       | UGCA 15 (DDO 6)                                 | IB(s)m                | 10.90                         | 3.34                | −12.50    | 15.19     | Filament du Sculpteur                |                                                                                                   |                                          |
| 169 |       | NGC 5253                                        | Im pec                | 10.90                         | 3.53                |           | 10.9      | Groupe Centaurus A/M83               | Contient la plus proche Étoile Wolf-Rayet.                                                        |                                          |
| 171 |       | KKH 37 (Mai 16)                                 | S/Irr                 | 11.06                         | 3.39                |           | 16.4      | Groupe IC 342/Maffei                 |                                                                                                   |                                          |
| 164 |       | UGCA 105                                        | Im?                   | 11.06                         | 3.39                | −16.81    | 13.9      | Groupe IC 342/Maffei                 | Satellite de IC 342                                                                               |                                          |
| 172 |       | Holmberg II (DDO 50, UGC 4305)                  | Im                    | 11.06                         | 3.39                |           | 11.1      | Groupe de M81                        |                                                                                                   |                                          |
| 173 |       | NGC 5102                                        | SA0- HII              | 11.09                         | 3.40                | −18.08.56 | 10.35     | Groupe Centaurus A/M83               |                                                                                                   |                                          |
| 174 |       | NGC 5237                                        | I0?                   | 11.09                         | 3.40;               |           | 13.23     | Groupe Centaurus A/M83               |                                                                                                   |                                          |
| 175 |       | ESO 325-11                                      |                       | 11.09                         | 3.40;               |           | 13.99     | Groupe Centaurus A/M83               |                                                                                                   |                                          |
| 176 |       | ESO 540-030 (KDG 2)                             | IABm                  | 11.10                         | 3.40                | −11.39    | 16.45     | Filament du Sculpteur                |                                                                                                   |                                          |
| 177 |       | NGC 247                                         | SAB(s)d               | 11.1                          | 3.4                 | −20.00    | 9.9       | Filament du Sculpteur                |                                                                                                   |                                          |
| 178 |       | MADCASH-1 (MADCASH J074238+652501-dw)           | dSph                  | 11.12                         | 3.41                | −7.81     | 19.85     | M81 Group                            | Probablement satellite de NGC 2403                                                                |                                          |
| 178 |       | F6D1 (FM 1, PGC 3097828)                        | dSph                  | 11.15                         | 3.42                |           | 17.5      | Groupe de M81                        |                                                                                                   |                                          |
| 179 |       | ESO 540-032                                     | IAB(s)m pec:          | 11.15                         | 3.42                | −11.32    | 16.55     | Filament du Sculpteur                |                                                                                                   |                                          |
| 181 |       | ESO 383-087 (ISG 39)                            | SB(s)dm               | 11.3                          | 3.45                | −15.16    | 11.03     | Groupe Centaurus A/M83               |                                                                                                   |                                          |
| 182 |       | NGC 5206                                        | SB0                   | 11.3                          | 3.47;               |           |           | Groupe Centaurus A/M83               |                                                                                                   |                                          |
| 183 |       | KK98 77                                         | dSph                  | 11.35                         | 3.48                |           | 16.2      | Groupe de M81                        |                                                                                                   |                                          |
| 184 |       | KK 179 (ESO 269-37)                             | IABm:                 | 11.4                          | 3.48                |           |           | Groupe Centaurus A/M83               |                                                                                                   |                                          |
| 185 |       | Galaxie du Sculpteur (NGC 253)                  | SAB(s)c               | 11.40                         | 3.49                |           | 8.0       | Filament du Sculpteur                |                                                                                                   | 90,000 a.l.                              |
| 186 |       | DDO 71 (UGC 5428)                               | Im                    | 11.42                         | 3.50                |           | 18        | Groupe de M81                        |                                                                                                   |                                          |
| 187 |       | Messier 82                                      | I0;Sbrst HII          | 11.42                         | 3.53                | −19.63    | 9.30      | Groupe de M81                        |                                                                                                   | 37,000 a.l., possibly up to 100,000 a.l. |
| 188 |       | M81 Dwarf A (KDG 52)                            | I?                    | 11.58                         | 3.55                | −11.49    | 16.5      | Groupe de M81                        |                                                                                                   |                                          |
| 189 |       | NGC 2976                                        | SAc pec HII           | 11.61                         | 3.56                | −17.1     | 10.82     | Groupe de M81                        |                                                                                                   |                                          |
|     |       | Camelopardalis A                                |                       | 11.61                         | 3.56                |           |           | Groupe IC 342/Maffei                 | Satellite de IC 342                                                                               |                                          |
| 190 |       | UGC 4459 (DDO 53)                               | Im                    | 11.61                         | 3.56                | −13.37    | 14.48     | Groupe de M81                        |                                                                                                   |                                          |
| 191 |       | NGC 4945                                        | SB(s)cd:sp            | 11.70                         | 3.59                | −20.51    | 9.3       | Groupe Centaurus A/M83               |                                                                                                   |                                          |
| 192 |       | Messier 81                                      | SA(s)ab, LINER        | 11.74                         | 3.62                |           | 6.94      | Groupe de M81                        | Galaxie plus lumineuse de M81 Group                                                               | 90,000 a.l.                              |
| 193 |       | Centaurus N                                     |                       | 12.3                          | 3.77                | −11.15    |           | Groupe Centaurus A/M83               |                                                                                                   |                                          |
| 194 |       | NGC 4449                                        | IBm                   | 12.00                         | 3.71                |           | 10.00     | Groupe M94                           |                                                                                                   | 18,000 a.l.                              |
| 195 |       | KK98 203                                        | dSph                  | 12.30                         | 3.77                | −11.7     |           | Groupe Centaurus A/M83               | Dans le groupe Centaurus A/M83, contient un anneau d'émissions Hα                                 |                                          |
| 196 |       | Centaurus A                                     | S0 pec                | 12.01                         | 3.8                 |           | 6.84      | Groupe Centaurus A/M83               | Galaxie plus lumineuse du groupe Centaurus A/M83 et plus proche radiogalaxie.                     | 60,000 a.l.                              |
| #   | Image | Galaxie                                         | Type                  | Distance à la Terre           | Distance à la Terre | Magnitude | Magnitude | Groupe                               | Notes                                                                                             | Diamètre (a.l.)                          |
| #   | Image | Galaxie                                         | Type                  | Millions d'années-lumière     | Mpc                 | M         | m         | Groupe                               | Notes                                                                                             | Diamètre (a.l.)                          |